# Anthony Martial
Anthony Jordan Martial (pronunție în franceză [maʁ.sjal]; n. 5 decembrie 1995, Massy, Île-de-France, Franța) este un fotbalist francez, care joacă pe post de mijlocaș lateral sau atacant la AEK Atena în Superliga Greacă. Pe plan internațional, are prezențe la națională pentru Franța U17⁠(d), Franța U18⁠(d), Franța U19⁠(d), Franța U21⁠(d), Franța și Franța U16⁠(d).
După ce a jucat la juniorii lui Les Ulis, și-a început cariera profesională la Lyon, apoi a fost transferat de AS Monaco în 2013, pentru 6 milioane de euro. În 2015 a fost achiziționat de Manchester United pentru 36 de milioane de lire sterline, sumă ce poate crește la 57,6 milioane de lire în funcție de performanțele jucătorului.

## Legături externe
- Anthony Martial la transfermarkt.com